# Tephrina disspersaria
Tephrina disspersaria là một loài bướm đêm trong họ Geometridae.